# Hallenradsport-Weltmeisterschaften 2010
Die Hallenradsport-Weltmeisterschaften 2010 fand vom 26. bis 28. November 2010 in Stuttgart statt. Es wurden Wettkämpfe im Radball und Kunstradfahren ausgetragen. Die erfolgreichste Nation war Deutschland, welche fünf Goldmedaillen gewann. Bis auf den Wettbewerb im Einer-Kunstradfahren konnten sie alle Disziplinen gewinnen.
Es haben insgesamt 132 Sportler teilgenommen, welche fast alle aus dem europäischen oder asiatischen Raum stammen, mit Ausnahme zweier Kunstradfahrer aus Kanada und einem aus Australien.
Die WM 2010 ist mit 6.000 Zuschauern pro Tag die größte in der Geschichte des Hallenradsports.

## Organisation
Für die Organisation dieser WM wurde vom Organisationskomitee auf die Expertise der in.Stuttgart Veranstaltungsgesellschaft mbH als Betreiber mehrere Großveranstaltungen im Ballungsraum Stuttgart erfolgreich zurückgegriffen.

## Veranstaltungsort
Die ganze Veranstaltung wurde in der Porsche-Arena in Stuttgart durchgeführt.

## Radball
Es wurde ein 2er-Teamwettkampf bei den Herren durchgeführt.

### Modus
Das Turnier umfasste zwei Gruppen: Gruppe A mit den sechs stärksten Nationen des Vorjahres und die Gruppen B mit acht schwächeren Mannschaften.
In Gruppe B gab es zwei Gruppen à je vier Teams. Diese beiden Gruppen spielten jeweils eine Round Robin und anschließend spielten die Sieger der beiden Gruppen um Rang 1 und 2, die beiden Zweitplatzierten um Rang 3 und 4 usw.
In Gruppe A gab es eine Runde, in der alle einmal gegen alle spielten. In der Zwischenrunde der Gruppe-A-Teams traf die zweitplatzierte Mannschaft der Vorrunde auf die fünftplatzierte und die dritt- auf die viertplatzierte. Die beiden Sieger dieser Zwischenrunde und der Sieger der Vorrunde qualifizierten sich für die Halbfinale. Im ersten Halbfinale traf der Sieger der Vorrunde auf den Sieger aus dem Spiel zwischen dem zweit- und fünftplatzierten. Der Verlierer dieses Spiels musste in einem zweiten Halbfinale gegen den Sieger aus dem Spiel zwischen dem dritt- und viertplatzierten antreten. Die beiden Sieger aus den Halbfinalen spielten schließlich im Finalspiel den Weltmeister aus. Der Sieger der Gruppe B trat schließlich gegen den Tabellensechsten der Gruppe A um den Aufstieg respektive Verbleib in Gruppe A an.

### Gruppe A
| Rang | Land        | Spieler           | Spieler           |
| ---- | ----------- | ----------------- | ----------------- |
| 1.   | Deutschland | Uwe Berner        | Matthias König    |
| 2.   | Schweiz     | Marcel Waldispühl | Peter Jiricek     |
| 3.   | Österreich  | Patrick Schnetzer | Dietmar Schneider |
| 4.   | Tschechien  | Jiří Hrdlička     | Radim Hason       |
| 5.   | Belgien     | Christoph Baudu   | Rik Deuvaert      |
| 6.   | Frankreich  | Stéphane Bauer    | Frédéric Doell    |

### Auf-Abstiegsspiel Gruppe A/B
Frankreich konnte den Ligaerhalt erfolgreich verteidigen.
 Frankreich –  Rumänien 3 : 0

### Gruppe B
| Rang | Land        | Spieler         | Spieler            |
| ---- | ----------- | --------------- | ------------------ |
| 1.   | Rumänien    | Dorian Toroftei | Mircea Tric        |
| 2.   | Japan       | Yosuke Fujita   | Munehiro Tokikura  |
| 3.   | Spanien     | Florencio Monge | Carlos Prieto      |
| 4.   | Niederlande | Karel van Dijk  | Jos van Dijk       |
| 5.   | Hongkong    | Chin Hin Kwan   | Wing Tai Ho        |
| 6.   | Slowakei    | Attila Hanko    | Tamas Czekus       |
| 7.   | Ungarn      | Jozef Grosz     | Peter Szamveber    |
| 8.   | Malaysia    | Senin Sulkufli  | Ibrahim Ibra Izuan |

## Kunstradfahren
Es wurden Wettkämpfe im 1er- 2er- und 4er-Kunstradfahren der Damen, im 1er-Kunstradfahren der Herren und 2er-Kunstradfahren in einer offenen Klasse durchgeführt.

### Modus
Jeder Teilnehmer bzw. jedes Team hatte eine Kür zu fahren. Diese dauerte maximal sechs Minuten und beinhaltete bei den Einzelstartern 28 und bei den Duos 22 verschiedene Elemente mit je einer gewissen Schwierigkeitsstufe, die mit der Grundpunktzahl addiert als Basis für die Bewertung dienten (eingereichte Punkte). Das Endresultat ergab sich nach Abzug der Fehlerpunkte (ausgefahrene Punkte).

### Frauen

#### Einzel
Insgesamt nahmen am Wettkampf 19 Athletinnen aus 12 Nationen teil.
Medaillengewinner
| Rang | Land        | Fahrerin              | einger. | ausgef. |
| ---- | ----------- | --------------------- | ------- | ------- |
| 1.   | Österreich  | Denise Boller         | 183.70  | 170.63  |
| 2.   | Deutschland | Marion Kleinschwärzer | 176.50  | 165.64  |
| 3.   | Deutschland | Corinna Hein          | 184.80  | 157.82  |

#### Doppel
Insgesamt nahmen am Wettkampf 13 Teams aus 10 Nationen teil.
Medaillengewinner
| Rang | Land        | Fahrerin 1        | Fahrerin 2         | einger. | ausgef. |
| ---- | ----------- | ----------------- | ------------------ | ------- | ------- |
| 1.   | Deutschland | Katharina Wurster | Jasmin Soika       | 163.00  | 149.70  |
| 2.   | Deutschland | Katrin Schultheis | Sandra Sprinkmeier | 161.10  | 142.58  |
| 3.   | Schweiz     | Barbara Morf      | Nina Bommeli       | 128.30  | 114.24  |

#### 4er-Team
Das Teilnehmerfeld bestand aus 6 Teams.
Das deutsche Team stellte mit 191.74 ausgefahrenen Punkten in der Finalrunde einen neuen Weltrekord auf.
Medaillengewinner
| Rang | Land        | Fahrerinnen                                                          | einger. | ausgef.     |
| ---- | ----------- | -------------------------------------------------------------------- | ------- | ----------- |
| 1.   | Deutschland | Katharina Gülich Sonja Mauermeyer Ramona Strassner Ruth-Maria Weiand | 210.90  | 191.74 (WR) |
| 2.   | Österreich  | Martina Diem Tanja Hutter Joana Loureiro da Costa Claudia Mathis     | 189.10  | 160.20      |
| 3.   | Schweiz     | Anja Gollmann Andrea Keller Maura Stiefel Nora Willener              | 195.20  | 159.90      |

### Herren Einzel
Insgesamt nahmen am Wettkampf 23 Athleten aus 15 Nationen teil.
David Schnabel stellte in der Finalrunde mit 206.57 ausgefahrenen Punkten einen neuen Weltrekord auf.
Medaillengewinner
| Rang | Land        | Fahrer           | einger. | ausgef.     |
| ---- | ----------- | ---------------- | ------- | ----------- |
| 1.   | Deutschland | David Schnabel   | 206.80  | 206.57 (WR) |
| 2.   | Deutschland | Florian Blab     | 205.20  | 200.16      |
| 3.   | Macau       | Hang Cheong Wong | 173.80  | 160.30      |

### Mixed Doppel
Es nahmen insgesamt sechs Duos aus fünf Nationen teil.
Medaillengewinner
| Rang | Land        | Fahrer 1          | Fahrer 2        | einger. | ausgef. |
| ---- | ----------- | ----------------- | --------------- | ------- | ------- |
| 1.   | Deutschland | Ann-Kathrin Egert | Stephan Rauch   | 146.10  | 141.23  |
| 2.   | Deutschland | Felix Blümmel     | Florian Blümmel | 148.50  | 129.39  |
| 3.   | Hongkong    | Hin Bon Ip        | Pok Man Yu      | 132.30  | 114.66  |